# December’s Fire
December’s Fire – projekt muzyczny wykonujący symfoniczny gothic metal, powstały w 1994 roku w Sopocie z inicjatywy multiinstrumentalisty Piotra Weltrowskiego. Pierwsze wydawnictwo demo zatytułowane Across the Sorrowfields of Baltic ukazało się w 1995 roku wydane nakładem własnym. Tego samego roku ukazało się drugie demo pt. Deszcz mą łzą, Piorun mym krzykiem wydane dzięki Witching Hour Productions.
W 1996 roku nakładem wytwórni muzycznej Last Epitaph Productions ukazał się pierwszy album grupy zatytułowany Vae Victis zrealizowany w gdańskim S.L. Studio z gościnnym udziałem znanego z grupy Behemoth Adama "Nergala" Darskiego, który zaśpiewał na wydawnictwie. Podczas realizacji część nagrań była docelowo przeznaczona na drugi album o roboczym tytule Ars Infernali, który nigdy nie został wydany. Fragmenty nagrań zostały wykorzystane później w projekcie The 4th Is Eligor jako muzyka do filmu pt. "Cykl" w reżyserii Pawła Sady.
W 1997 roku ukazał się limitowany do 200 egzemplarzy minialbum pt. Ogień zawierający dwa instrumentalne utwory. Płyta została wydana przez Moonwheel Records. Wkrótce potem Weltrowski zakończył działalność projektu.

## Dyskografia
- Across the Sorrowfields of Baltic (1995, demo, wydanie własne)
- Deszcz mą łzą, Piorun mym krzykiem (1995, demo, Witching Hour Productions)
- Vae Victis (1996, Last Epitaph Productions)
- Ogień (EP, 1997, Moonwheel Records)
- Moonlit Compilation Tape Vol. 2 (1998, split z Perunwit, Minas Morgul, Lord Wind, Slavland Records)